# هنري لارسن (مجدف دنماركي)
هنري لارسن (بالدنماركية: Henry Larsen)‏ هو مجدف دنماركي، ولد في 21 يوليو 1916 في Køge ‏ في الدنمارك، وتوفي في 26 سبتمبر 2002.

## وصلات خارجية
- هنري لارسن على موقع الاتحاد الدولي للتجديف (الإنجليزية)
- هنري لارسن على موقع أوليمبيديا (الإنجليزية)